# Liga de Voleibol Superior Femenino 2000
La Liga de Voleibol Superior Femenino 2000 si è svolta nel 2000: al torneo hanno partecipato 10 franchigie portoricane e la vittoria finale è andata per la quarta volta alle Criollas de Caguas.

## Regolamento
La competizione prevede che le dieci squadre partecipanti si sfidino, per circa due mesi, senza un calendario rigido, fino a disputare ventidue partite ciascuna. Le prime otto classificate si classificano ai play-off scudetto: 
- ai quarti di finale le otto squadre qualificate vengono accoppiate col metodo della serpentina, giocando al meglio delle cinque gare per accedere al turno successivo;
- alle semifinali le squadre si incrociano col metodo della serpentina, che tiene conto del piazzamento in regular season, sfidandosi al meglio delle sette gare;
- le vincitrici alle semifinali accedono alla finale scudetto, che si gioca sempre al meglio delle sette gare.

## Squadre partecipanti
| - Capitanas de Arecibo - Chicas de San Juan - Conquistadoras de Guaynabo - Criollas de Caguas - Indias de Mayagüez | - Leonas de Ponce - Llaneras de Toa Baja - Pinkin de Corozal - Vaqueras de Bayamón - Volleygirls de Guayanilla |

## Campionato

### Regular season

#### Classifica
| Pos. | Squadra                    | Pt    | G  | V  | P  | SV | SP | Ratio | PF | PS | Ratio |
| ---- | -------------------------- | ----- | -- | -- | -- | -- | -- | ----- | -- | -- | ----- |
| 1    | Llaneras de Toa Baja       | 0.955 | 22 | 21 | 1  | -  | -  | -     | -  | -  | -     |
| 2    | Criollas de Caguas         | 0.909 | 22 | 20 | 2  | -  | -  | -     | -  | -  | -     |
| 3    | Conquistadoras de Guaynabo | 0.682 | 22 | 15 | 7  | -  | -  | -     | -  | -  | -     |
| 4    | Vaqueras de Bayamón        | 0.636 | 22 | 14 | 8  | -  | -  | -     | -  | -  | -     |
| 5    | Chicas de San Juan         | 0.500 | 22 | 11 | 11 | -  | -  | -     | -  | -  | -     |
| 6    | Leonas de Ponce            | 0.455 | 22 | 10 | 12 | -  | -  | -     | -  | -  | -     |
| 7    | Capitanas de Arecibo       | 0.409 | 22 | 9  | 13 | -  | -  | -     | -  | -  | -     |
| 8    | Volleygirls de Guayanilla  | 0.318 | 22 | 7  | 15 | -  | -  | -     | -  | -  | -     |
| 9    | Pinkin de Corozal          | 0.136 | 22 | 3  | 19 | -  | -  | -     | -  | -  | -     |
| 10   | Indias de Mayagüez         | 0.000 | 22 | 0  | 22 | -  | -  | -     | -  | -  | -     |

| Ammesse ai play-off scudetto |

## Classifica finale
| Pos | Squadra                    |
| --- | -------------------------- |
| 1   | Criollas de Caguas         |
| 2   | Llaneras de Toa Baja       |
| 3   | Conquistadoras de Guaynabo |
| 4   | Chicas de San Juan         |
| 5   | Vaqueras de Bayamón        |
| 6   | Leonas de Ponce            |
| 7   | Capitanas de Arecibo       |
| 8   | Volleygirls de Guayanilla  |
| 9   | Pinkin de Corozal          |
| 10  | Indias de Mayagüez         |

## Premi individuali
| Premio                   | Giocatrice         | Squadra                    |
| ------------------------ | ------------------ | -------------------------- |
| MVP della Regular Season | Elaine López       | Chicas de San Juan         |
| MVP delle finali         | Yanira Santiago    | Criollas de Caguas         |
| Miglior palleggiatrice   | Lilibeth Rojas     | Chicas de San Juan         |
| Miglior libero           | Lourdes Isern      | Vaqueras de Bayamón        |
| Miglior esordiente       | Karina Ocasio      | Conquistadoras de Guaynabo |
| Rising star              | Mayra Vega         | Volleygirls de Guayanilla  |
| All-Star Team            | Lilibeth Rojas     | Chicas de San Juan         |
| All-Star Team            | Áurea Cruz         | Llaneras de Toa Baja       |
| All-Star Team            | Elaine López       | Chicas de San Juan         |
| All-Star Team            | Eva Cruz           | Conquistadoras de Guaynabo |
| All-Star Team            | Jetzabel Del Valle | Criollas de Caguas         |
| All-Star Team            | Michelle Maltes    | Leonas de Ponce            |